# Barna Sándor (labdarúgó, 1911)
Barna Sándor, (1911. – 1963. június 2. előtt) labdarúgó, csatár.

## Pályafutása
1933 és 1934 között négy alkalommal szerepelt a Ferencvárosban. 1 bajnoki, 2 nemzetközi és 1 magyar kupa-mérkőzésen játszott és egy bajnoki gólt szerzett.
A Szeged ellen szerepelt balszélsőként a magyar kupában, majd 1934 júniusában az utolsó fordulóban jutott szóhoz a Phőbus csapata ellen, ahol gólt is szerzett. Ezzel az egy-egy mérkőzéssel egy kupagyőzelmet és egy bajnoki aranyat szerzett. Utolsó mérkőzése a Fradiban egy KK mérkőzés volt a Bologna ellen.
1934-ben Franciaországba, az SO Montpellier-hez szerződött. 1935-től a Zuglói AC játékosa lett, majd decemberben az Újpesthez igazolt. Végül a diósgyőri DiMÁVAG-ban szerepelt.

## Sikerei, díjai
- Magyar bajnokság
  - bajnok: 1933–34
- Magyar kupa
  - győztes: 1933